# Saison 2 de Popstars
Vous pouvez aider à l'améliorer ou bien discuter des problèmes sur sa page de discussion.
- Il n'est pas vérifiable et peut contenir des informations totalement erronées. Il est fortement conseillé aux contributeurs d'étayer son contenu par des sources fiables. Sans cela, sa suppression pourrait être envisagée. (si vous venez d'apposer le bandeau, veuillez cliquer sur ce lien pour créer la discussion et en afficher les indications). (Marqué depuis juin 2025)
- Il peut contenir un travail inédit ou des déclarations non vérifiées. Vous pouvez l’améliorer en ajoutant des références. (Marqué depuis juin 2025)

- Archive Wikiwix
- Bing
- Cairn
- DuckDuckGo
- E. Universalis
- Gallica
- Google
- G. Books
- G. News
- G. Scholar
- Persée
- Qwant
- (zh) Baidu
- (ru) Yandex
- (wd) trouver des œuvres sur Wikidata

Vous pouvez aider à l'améliorer ou bien discuter des problèmes sur sa page de discussion.
- Son admissibilité est à vérifier. Motif : notoriété non démontrée. Manque de références. À priori, les informations sont présentes dans l'article principal.. Vous êtes invité à le compléter pour expliciter son admissibilité, en y apportant des sources secondaires de qualité. (Marqué depuis juin 2025)
- Il ne cite pas suffisamment ses sources. Vous pouvez indiquer les passages à sourcer avec {{référence nécessaire}} ou {{Référence souhaitée}}, et inclure les références utiles en les liant aux notes de bas de page. (Marqué depuis juin 2025)
- Certaines de ses couleurs nuisent à son accessibilité et ne respectent pas la charte graphique. Les couleurs ne sont pas interdites, mais il est conseillé d'en faire un usage modéré qui respecte les normes d'accessibilité. (Marqué depuis juin 2025)

- Archive Wikiwix
- Bing
- Cairn
- DuckDuckGo
- E. Universalis
- Gallica
- Google
- G. Books
- G. News
- G. Scholar
- Persée
- Qwant
- (zh) Baidu
- (ru) Yandex
- (wd) trouver des œuvres sur Wikidata

La saison 2 de Popstars est la deuxième saison de l'émission de casting Popstars, diffusée sur M6 du 29 août 2002 au 19 décembre 2002. 
Elle est remportée par le groupe Whatfor composé de Monia, Erika, Cyril et Nicolas. 
Le succès des Whatfor retombera bien vite. En revanche, une candidate, Chimène Badi, sera repérée par Valéry Zeitoun après son élimination de la compétition, qui souhaitera la lancer en artiste solo.

## Jurés
- Valéry Zeitoun, Directeur de AZ, filiale de Universal Music
- Bruno Vandelli, Chorégraphe
- Élisabeth Anaïs, Auteur-compositeur

## Professeurs
- Richard Cross, Coach vocal
- Jasmine Roy, Coach vocal
- Karim Medjebeur, Pianiste assistant coaching vocal
- Tommy Pascal, Chorégraphe Assistant
- Carole Gouvazé, Chorégraphe Assistante

## Candidats notables
- Chimène Badi 20 ans
- Perle Lama 18 ans

## Audiences
| Épisode | Diffusion               | Téléspectateurs | Parts de marché | Classement des audiences de la soirée | Référence             |
| ------- | ----------------------- | --------------- | --------------- | ------------------------------------- | --------------------- |
| 1       | Jeudi 29 août 2002      | 4 293 000       | 20 %            | 2e                                    | [source insuffisante] |
| 2       | Jeudi 5 septembre 2002  | 4 028 000       | 16,7 %          | 3e                                    | [source insuffisante] |
| 3       | Jeudi 12 septembre 2002 | 4 558 000       | 20,1 %          | 2e                                    | [source insuffisante] |
| 4       | Jeudi 19 septembre 2002 | 4 452 000       | 19,4 %          | 2e                                    | [source insuffisante] |
| 5       | Jeudi 26 septembre 2002 | 4 982 000       | 20,9 %          | 3e                                    | [source insuffisante] |
| 6       | Jeudi 3 octobre 2002    | 4 717 000       | 20,3 %          | 2e                                    | [source insuffisante] |
| 7       | Jeudi 10 octobre 2002   | 4 611 000       | 19,3 %          | 2e                                    | [source insuffisante] |
| 8       | Jeudi 17 octobre 2002   | 4 929 000       | 20 %            | 3e                                    | [source insuffisante] |
| 9       | Jeudi 24 octobre 2002   | 5 618 000       | 22,1 %          | 2e                                    | [source insuffisante] |
| 10      | Jeudi 31 octobre 2002   | 3 657 000       | 16,6 %          | 3e                                    | [source insuffisante] |
| 11      | Jeudi 7 novembre 2002   | 4 240 000       | 17,7 %          | 2e                                    | [source insuffisante] |
| 12      | Jeudi 14 novembre 2002  | 4 293 000       | 17,5 %          | 3e                                    | [source insuffisante] |
| 13      | Jeudi 21 novembre 2002  | 4 346 000       | 18,9 %          | 2e                                    | [source insuffisante] |
| 14      | Jeudi 28 novembre 2002  | 3 975 000       | 15,7 %          | 4e                                    | [source insuffisante] |
| 15      | Jeudi 5 décembre 2002   | 3 339 000       | 13,5 %          | 4e                                    | [source insuffisante] |
| 16      | Jeudi 12 décembre 2002  | 3 392 000       | 14,2 %          | 4e                                    | [source insuffisante] |
| 17      | Jeudi 19 décembre 2002  | 2 915 000       | 11,8 %          | 4e                                    | [source insuffisante] |

Sur fond vert : plus hauts chiffres d'audiences
Sur fond rouge : plus bas chiffres d'audiences